# Acropora spicifera
Acropora spicifera е вид корал от семейство Acroporidae. Възникнал е преди около 0,0117 млн. години по времето на периода кватернер. Видът е световно застрашен, със статут Уязвим.

## Разпространение и местообитание
Разпространен е в Австралия, Вануату, Джибути, Египет, Еритрея, Йемен, Израел, Индонезия, Йордания, Кирибати, Мавриций, Малайзия, Маршалови острови, Микронезия, Науру, Нова Каледония, Оман, Палау, Папуа Нова Гвинея, Саудитска Арабия, Сингапур, Соломонови острови, Сомалия, Судан, Тайланд, Тувалу, Уолис и Футуна, Фиджи, Филипини и Япония.
Среща се на дълбочина от 1 до 50 m, при температура на водата от 22,2 до 28,1 °C и соленост 34,3 – 35,5 ‰.

## Описание
Популацията на вида е намаляваща.